# Jakub von Salza

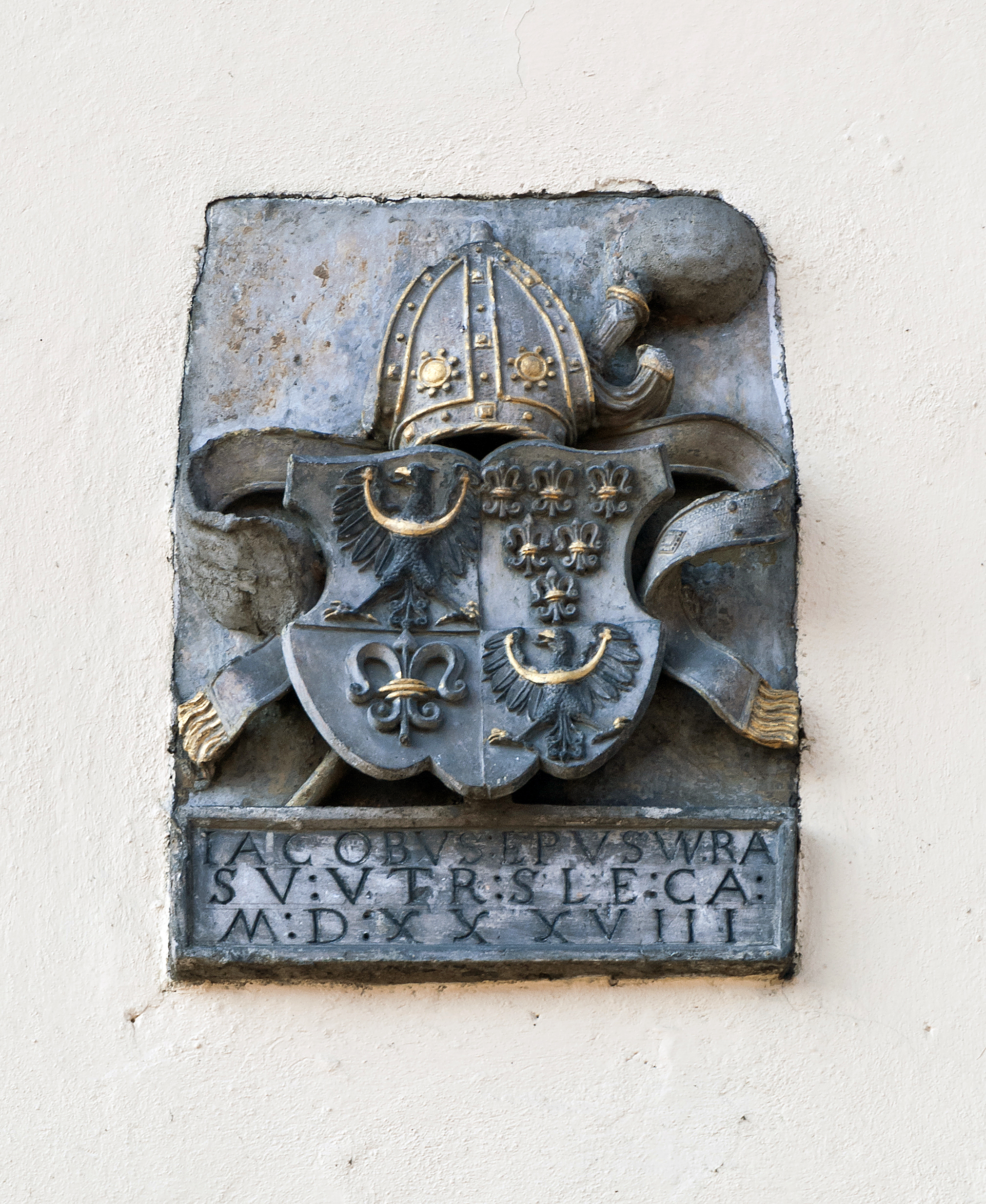
Herb Jakuba von Salzy nad wejściem do otmuchowskiego ratusza

Jakub von Salza (ur. sierpniu 1481 w Pisarzowicach, zm. 25 sierpnia 1539 w Nysie) – biskup wrocławski w latach 1520–1539.
Jakub von Salza pochodził z górnołużyckiej szlachty. W 1498 zapisał się na uniwersytet w Lipsku. Od roku 1502 wykształcenie zdobywał na uniwersytetach włoskich w Bolonii i Ferrarze. We Włoszech w 1508 uzyskał doktorat obojga praw. W 1510 r. wstąpił na służbę króla czesko-węgierskiego Władysława Jagiellończyka, zostając w 1511 starostą księstwa głogowskiego, od 1512 kanonikiem kolegiaty głogowskiej i dziekanem kolegiaty św. Krzyża we Wrocławiu. Rok później został scholastykiem kapituły katedralnej. 1 września 1520 został przez kapitułę wybrany na biskupa. Papież zwlekał z zatwierdzeniem elekcji ponad rok gdyż z powodów politycznych brał pod uwagę kandydaturę Jana Albrechta brandenburskiego. Święcenia biskupie Jakob von Salza otrzymał dopiero 17 grudnia 1521

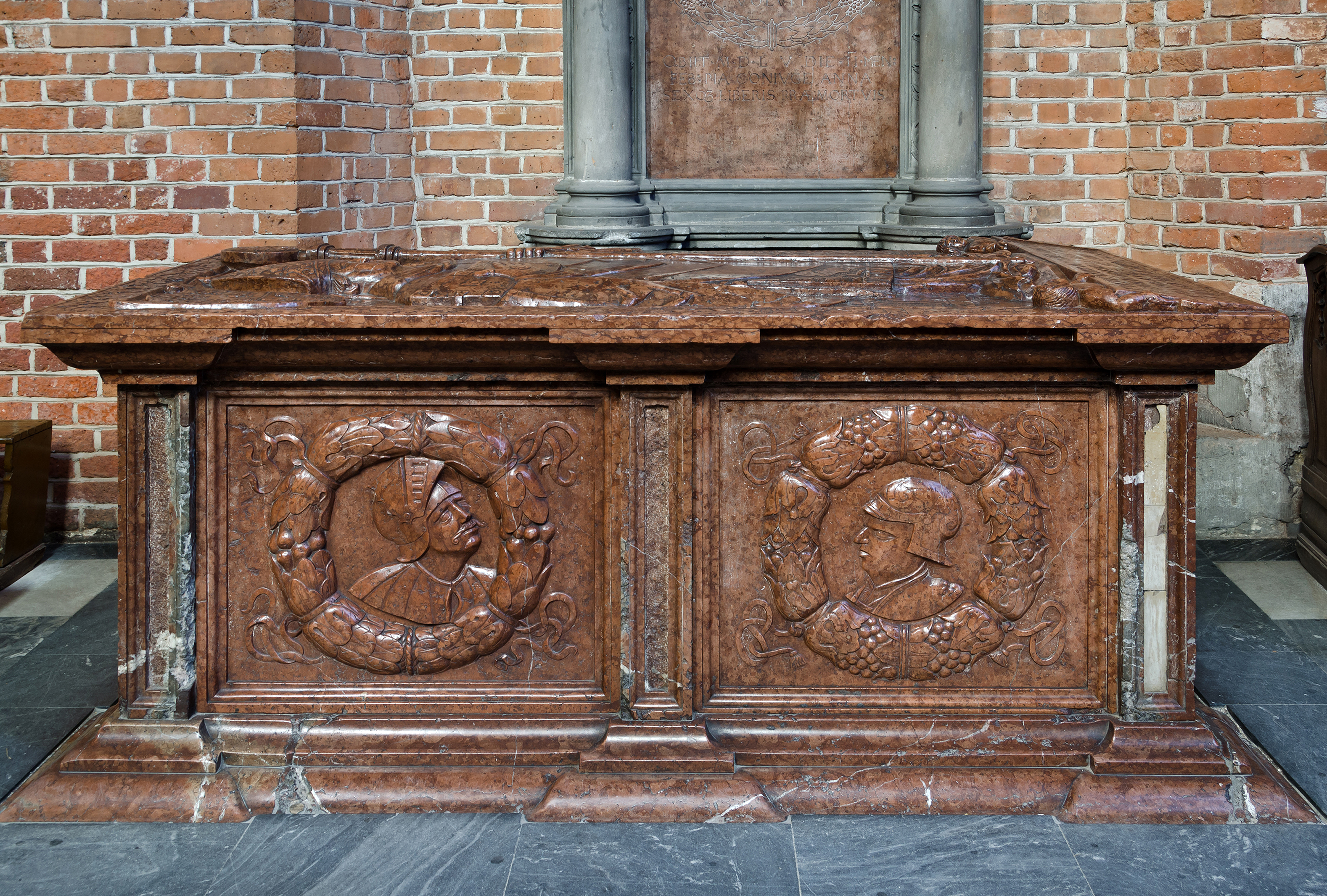
Nagrobek bp. Jakuba von Salza w Kościele św. Jakuba w Nysie

Na okres pontyfikatu Jakoba von Salza przypadł rozwój protestantyzmu na Śląsku. Cała jego rodzina przyjęła nowe wyznanie. Biskup pozostał katolikiem, ale zajął wobec zwolenników reformacji postawę pasywną. Nie występował otwarcie przeciw nim, starając się utrzymać jedność Kościoła. Uważał się za zwierzchnika wszystkich śląskich duchownych. Taka postawa pozwoliła uniknąć konfliktów, ale z drugiej strony ułatwiła rozwój reformacji na Śląsku.Biskup został pochowany w kościele św. Jakuba w Nysie.